# Ja ljublju tebja
Ja ljublju tebja (russisk: Я люблю тебя) er en russisk spillefilm fra 2004 af Olga Stolpovskaja og Dmitrij Troitskij.

## Medvirkende
- Damir Badmaev som Ulyumdzhi
- Ljubov Tolkalina som Vera Kirillova
- Jevgenij Korjakovskij som Timofej
- Nina Agapova
- Emanuel Michael Waganda som John